# Małgorzata Musierowicz

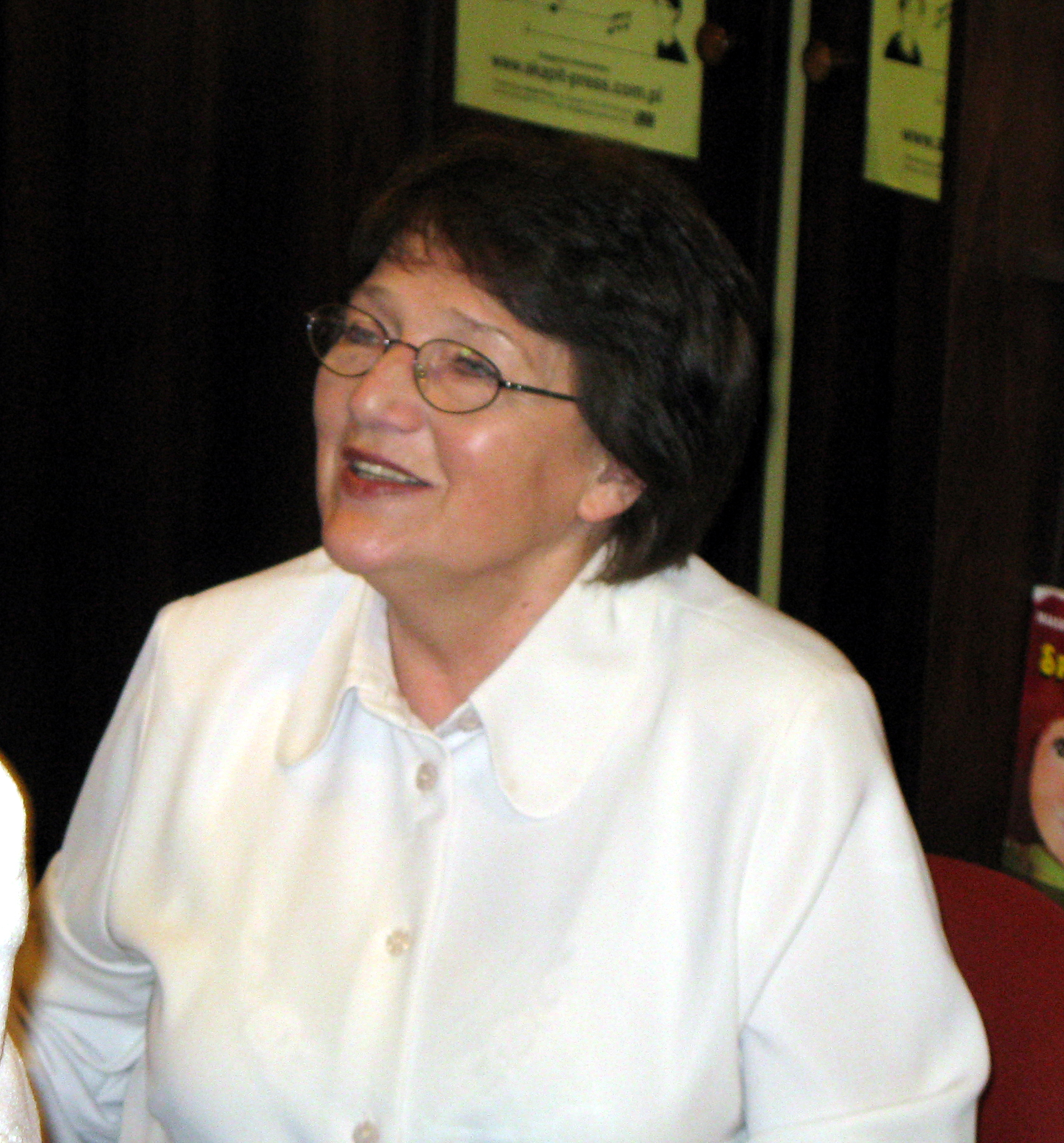
Małgorzata Musierowicz (Toruń, 2008)

Małgorzata Musierowicz (* 9. Januar 1945 in Posen) ist eine polnische Schriftstellerin, Jugendbuchautorin und Illustratorin.
Ihr Geburtsname ist Barańczak, der polnische Dichter Stanisław Barańczak war ihr Bruder. Sie hat vier Kinder, ihre Tochter Emilia Kiereś ist ebenfalls Kinderbuchautorin.
1968 schloss sie ihr Studium der Angewandten Grafik an der Kunstuniversität Posen ab. Sie hat viele Bücher für Kinder und Jugendliche geschrieben, darunter die Romanreihe Jeżycjada, die im Posener Stadtteil Jeżyce spielt. Der Roman Celestyna oder Der sechste Sinn (Szósta Klepka) dieser Reihe wurde von Roswitha Matwin-Buschmann ins Deutsche übersetzt.

## Bücher

### Jeżycjada
- 1975 Małomówny i rodzina
- 1977 Szósta Klepka (Celestyna oder Der sechste Sinn übersetzt von Roswitha Matwin-Buschmann, 1983)
- 1979 Kłamczucha
- 1981 Kwiat kalafiora
- 1981 Ida Sierpniowa
- 1986 Opium w Rosole
- 1988 Brulion Bebe B.
- 1992 Noelka
- 1993 Pulpecja
- 1993 Dziecko piątku
- 1994 Nutria i Nerwus
- 1996 Córka Robrojka
- 1998 Imieniny
- 1999 Tygrys i Róża
- 2002 Kalamburka
- 2004 Język Trolli
- 2005 Żaba
- 2006 Czarna polewka
- 2008 Sprężyna
- 2012 McDusia
- 2014 Wnuczka do Orzechów
- 2015 Feblik
- 2018 Ciotka Zgryzotka

### Bambolandia
- 1978 Czerwony helikopter
- 1982 Ble-ble
- 1985 Kluczyk
- 1989 Światełko

### Poczytaj mi, mamo
- Co mam
- Rybka
- Bijacz
- Boję się
- Kredki
- Kurczak
- Znajomi z zerówki
- Hihopter
- Tempusek
- 1990 Kluseczki

### Andere Bücher
- Łasuch literacki
- Tym razem serio
- Całuski pani Darling
- 1997 Frywolitki, czyli ostatnio przeczytałam książkę!
- 2000 Frywolitki 2, czyli ostatnio przeczytałam książkę!
- 2005 Frywolitki 3
- 2007 Na Gwiazdkę
- 2008 Dla Zakochanych